# 伊托比
伊托比是巴西圣保罗州的一个市镇。总面积138610平方公里，总人口7971人，人口密度0.1人/平方公里。